# Sławkowo (powiat kętrzyński)
Sławkowo (niem. Reimsdorf) – osada w Polsce położona w województwie warmińsko-mazurskim, w powiecie kętrzyńskim, w gminie Kętrzyn.
W latach 1975–1998 miejscowość należała administracyjnie do województwa olsztyńskiego.
Do sołectwa Sławkowo należą: Muławski Dwór, Windykajmy i Wólka.

## Historia
W roku 1664 folwark w Sławkowie o powierzchni 37 włók należał do domeny książęcej. Folwark ten wzięło w dzierżawę ówczesne miasto Rastembork. W 1913 r. majątek ziemski w Sławkowie o powierzchni 575 ha dzierżawił od państwa Karl Schümann.
W 1945 r. wieś została włączona do Polski, a majątek przejęły Państwowe Nieruchomości Ziemskie. Od 1949 w Sławkowie powstał PGR. Przed likwidacją PGR Sławkowo jako samodzielny zakład rolny należało do Przedsiębiorstwa Hodowli Zarodowej w Wopławkach.

## Zabytki
- Dwór z drugiej połowy XIX w., parterowy z szerokim ryzalitem od strony ogrodowej, od frontu z gankiem. Własność prywatna.